# 西爾維奧·卡托爾
西尔维奥·卡托尔（法語：Sylvio Cator，1900年10月19日—1952年7月21日），一译希尔维奥·卡托尔，是一位海地田徑運動員、政治家。

## 生平
西尔维奥·卡托尔出生于海地南部省的卡瓦永，父亲约瑟夫·卡托尔是一位将军，也是在南部具有影响力的海地總統弗朗索瓦·C·安托萬·西蒙的支持者。1911年，因为西蒙被辛辛纳提·勒孔特推翻，他们全家也追随西蒙流亡到邻近的英属牙买加。1918年回国后，卡托尔成为一名足球运动员，并开始在海地競技會等俱乐部崭露头角。
1921年以后，卡托尔转往田径运动项目发展，其后更于1924年首次参加在巴黎举办的奥运会，并在跳远项目上得到了第15名的成绩。1928年，他再度参加夏季奥运会比赛，并以7米58的成绩得到了该届奥运会的男子跳遠银牌，仅次于得到金牌的美国运动员埃德·哈姆（7米74）；并因此被海地人视为一位体育英雄。几个星期后，卡托尔在法国伊夫·迪馬努瓦爾省級體育場取得了7.937米的成绩，打破了埃德·哈姆所创下的跳远世界记录。截至2024年，他仍然是海地奥运史上成绩最好的运动员。
1932年，卡托尔参加了第十屆夏季奧林匹克運動會，并在跳远项目上得到了第9名的成绩。以后，他转战政坛，并于1946年出任海地首都太子港市长，1950年，当选为海地眾議院阿坎、南圣路易及卡瓦永选区的议员。1952年，卡托尔在众议员任内因病逝世，海地政府为他举行了国葬。太子港市的一座体育场也被更名为西尔维奥·卡托尔体育场，以纪念他对海地体育的贡献。